# Formă biliniară
Fie V un spațiu vectorial peste un corp comutativ K.
Se numește formă biliniară pe spațiul vectorial V o aplicație {\displaystyle g:V\times V\rightarrow K} liniară în ambele argumente, adică care satisface condițiile:
1. {\displaystyle g(\alpha x+\beta y,\;z)=\alpha g(x,z)+\beta g(y,z);}
2. {\displaystyle g(x,\;\alpha y+\beta z)=\alpha g(x,y)+\beta g(x,z);}

pentru orice {\displaystyle \forall x,y,z\in V} și orice {\displaystyle \alpha ,\beta \in K.}
Mulțimea formelor biliniare definite pe spațiul vectorial V, prevăzută cu operațiile de adunare și înmulțire a funcțiilor, formează un spațiu vectorial peste K numit spațiul dual.

## Exemple
Un exemplu important de aplicație biliniară este produsul scalar canonic pe {\displaystyle \mathbb {R} ^{n},} adică aplicația {\displaystyle \langle \cdot ,\cdot \rangle :\mathbb {R} ^{n}\times \mathbb {R} ^{n}\rightarrow \mathbb {R} } definită prin: pentru orice {\displaystyle x=(x_{1},x_{2},\ldots ,x_{n})} și {\displaystyle y=(y_{1},y_{2},\ldots ,y_{n}),}
{\displaystyle \langle x,y\rangle =x_{1}y_{2}+x_{2}y_{2}+\cdots +x_{n}y_{n}.}
Mai general, orice produs scalar este o formă biliniară: de fapt, un produs scalar abstract real este, prin definiție, orice formă biliniară simetrică pozitiv-definită nedegenerată (a se vedea mai jos).

## Reprezentare matricială
Fie {\displaystyle V_{n}} un spațiu vectorial n-dimensional și {\displaystyle B=\{e_{1},e_{2},\cdots ,e_{n}\}} o bază a lui {\displaystyle V_{n}}. Fie x și y doi vectori oarecare {\displaystyle \textstyle x=\sum _{i=1}^{n}x_{i}e_{i}} și {\displaystyle \textstyle y=\sum _{i=1}^{n}y_{i}e_{i}.} Atunci, expresia formei biliniare g est dată de:
{\displaystyle g(x,y)=g{\Big (}\sum _{i=1}^{n}x_{i}e_{i},\;y{\Big )}=\sum _{i=1}^{n}x_{i}\,g(e_{i},y)}
{\displaystyle =\sum _{i=1}^{n}x_{i}\,g{\Big (}e_{i},\;\sum _{j=1}^{n}y_{j}e_{j}{\Big )}=\sum _{i=1}^{n}\sum _{j=1}^{n}x_{i}\,g(e_{i},e_{j})\,y_{j}}
{\displaystyle =\sum _{1\leq i,j\leq n}a_{ij}\,x_{i}\,y_{j},}
unde s-a notat: {\displaystyle a_{ij}=g(e_{i},e_{j}).}

## Proprietăți
O formă biliniară {\displaystyle g:V\times V\rightarrow K} se numește:
- simetrică dacă {\displaystyle \forall x,y\in V,\;g(x,y)=g(y,x).}
- antisimetrică dacă {\displaystyle \forall x,y\in V,\;g(x,y)=-g(y,x).}
- definită dacă {\displaystyle g(x,x)=0\implies x=0.}

Dacă corpul comutativ K este complet ordonat — adică dacă există o relație de ordine totală {\displaystyle \leq } pe K — atunci {\displaystyle g} se numește:
- pozitivă dacă {\displaystyle \forall x\in V,\;g(x,x)\geq 0}.